# JAMBOREE 2
『JAMBOREE 2』（ジャンボリー2）は、日本のロックバンド・スピッツの2作目のライブビデオ作品。規格はVHS。1999年4月7日にポリドールより発売。初回プレス分のみ、クリアケース＆カラーハーフ仕様。

## 概要
- 1996年から1998年にかけて行われたライブの中から選曲、構成。ボーナストラックとして、1997年に新宿ロフトで行われたシークレットライブから、アマチュア時代の曲「アナキスト」を収録。
- 本作は後の2001年6月6日に発売のDVD『ジャンボリー・デラックス』に収録される（ただし、エンディングテロップとなる「アナキスト」のライブ映像はカット）。

## 収録曲
1. 花泥棒
2. ナナへの気持ち
3. 渚
4. ハヤテ
5. ほうき星
6. 恋のうた
7. 猫になりたい
8. センチメンタル
9. スーパーノヴァ
10. トンガリ'95
11. ハイファイ・ローファイ
12. バニーガール
13. クリスピー
14. アナキスト（BONUS TRACK）

（1～5）1997年3月23日 NHKホール　【JAMBOREE TOUR '96-'97】
（6）1996年8月31日 志度町野外音楽広場テアトロン　【THE GREAT JAMBOREE '96 “瀬戸内夕焼け兄弟”】
（7）1997年8月24日 小岩井農場特設会場　【THE GREAT JAMBOREE '97 “みちのく夕焼け兄弟”】
（8～12）1998年11月16日 赤坂BLITZ　【JAMBOREE TOUR '98 “fake fur”】
（13）1998年10月28日 広島郵便貯金ホール　【JAMBOREE TOUR '98 “fake fur”】
（14）1997年8月15日 新宿LOFT　【SPITZ LIVE LOFT】